# Uptown Girl (노래)
〈Uptown Girl〉은 미국의 음악가 빌리 조엘이 작곡하고 부른 노래이다. 이 노래는 1983년 9월 29일 발매된 빌리 조엘의 9집 음반 《An Innocent Man》에 수록되었다. 이 노래의 가사는 상류층 "업타운 걸"을 달래려고 하는 노동계급의 "다운타운 맨"을 묘사하고 있다.
12인치 EP에는 〈My Life〉, 〈Just the Way You Are〉, 〈It's Still Rock and Roll to Me〉 (카탈로그 번호 TA3775)가 B-사이드로 수록된 반면, 7인치 싱글은 〈Careless Talk〉가 B 사이드로 수록되었다.

## 인증
| 국가                                                  | 인증     | 판매량/출하량 |
| ----------------------------------------------------- | -------- | ------------- |
| 뉴질랜드 (RMNZ)                                       | 골드     | 5,000*        |
| 스웨덴 (GLF)                                          | 골드     | 15,000^       |
| 영국 (BPI)                                            | 플래티넘 | 989,000       |
| *판매량을 기반으로 한 인증 ^출하량을 기반으로 한 인증 |          |               |